# Gonatium cappadocium
Gonatium cappadocium là một loài nhện trong họ Linyphiidae. Loài này được phát hiện ở Thổ Nhĩ Kỳ.